# La Barre-de-Monts
La Barre-de-Monts és un municipi francès, situat al departament de la Vendée i a la regió de País del Loira. En aquest municipi es troba el balneari de Fromentine, important lloc d'estiueig.